# علي حسين العوضي
علي حسين العوضي مواليد 2 مايو 1974 في الصليبيخات، الكويت، هو صحفي، وسياسي كويتي، له العديد من الدراسات والأبحاث المنشورة في جريدتي السياسة والطليعة.
بدأ عمله الصحفي في جريدة السياسة الكويتية عام 1996 لغاية عام 2001. وفي عام 2006 انضم إلى أسرة تحرير جريدة الطليعة الكويتية.
وفي عام 2008 أصبح مديرا لتحرير مجلة أبواب الشبابية، وفي عام 2011 تولى إدارة تحرير جريدة الطليعة الكويتية.
انضم إلى المنبر الديمقراطي الكويتي عام 2001، وفي (2009-2011) تولى رئاسة المكتب التنظيمي وفي (2013-2015) أصبح رئيسا للمكتب الإعلامي وفي (2015-2017) تم انتخابه أمينا عاما مساعدا.
أصدر كتابه الأول عام 2000 بعنوان (الحركة الطلابية الكويتية والتيارات السياسية) وفي عام 2013 أصدر كتابه الثاني حاملا عنوان (أحمد الخطيب وطن ودستور)

## وصلات خارجية
- الموقع الرسمي